# Кокурин, Александр Николаевич
Александр Николаевич Кокурин (род. 1 апреля 1951, Горький) — советский хоккеист, нападающий. Мастер спорта СССР. Заслуженный тренер России.

## Биография
Воспитанник горьковского «Торпедо». Начинал играть в «Динамо» Горький. После расформирования команды в 1969 году перешёл в горьковский «Полёт». 13 сезонов (1971/72 — 1983/84) провёл в чемпионате СССР за «Торпедо». Сыграл 437 матчей, забросил 123 шайбы.
Окончил Высшую школу тренеров. Работал в СДЮШОР «Торпедо» (1987—2012). Среди воспитанников — Андрей Коваленко, Сергей Сорокин, Артём Чубаров, Владимир Тихомиров, Олег Наместников.
В сезонах 1989/90 — 1992/93, 2001/02 — тренер в «Торпедо». В 2012—2014 годах — главный тренер женской команды «СКИФ-2».